# 하일리겐슈타트 유서

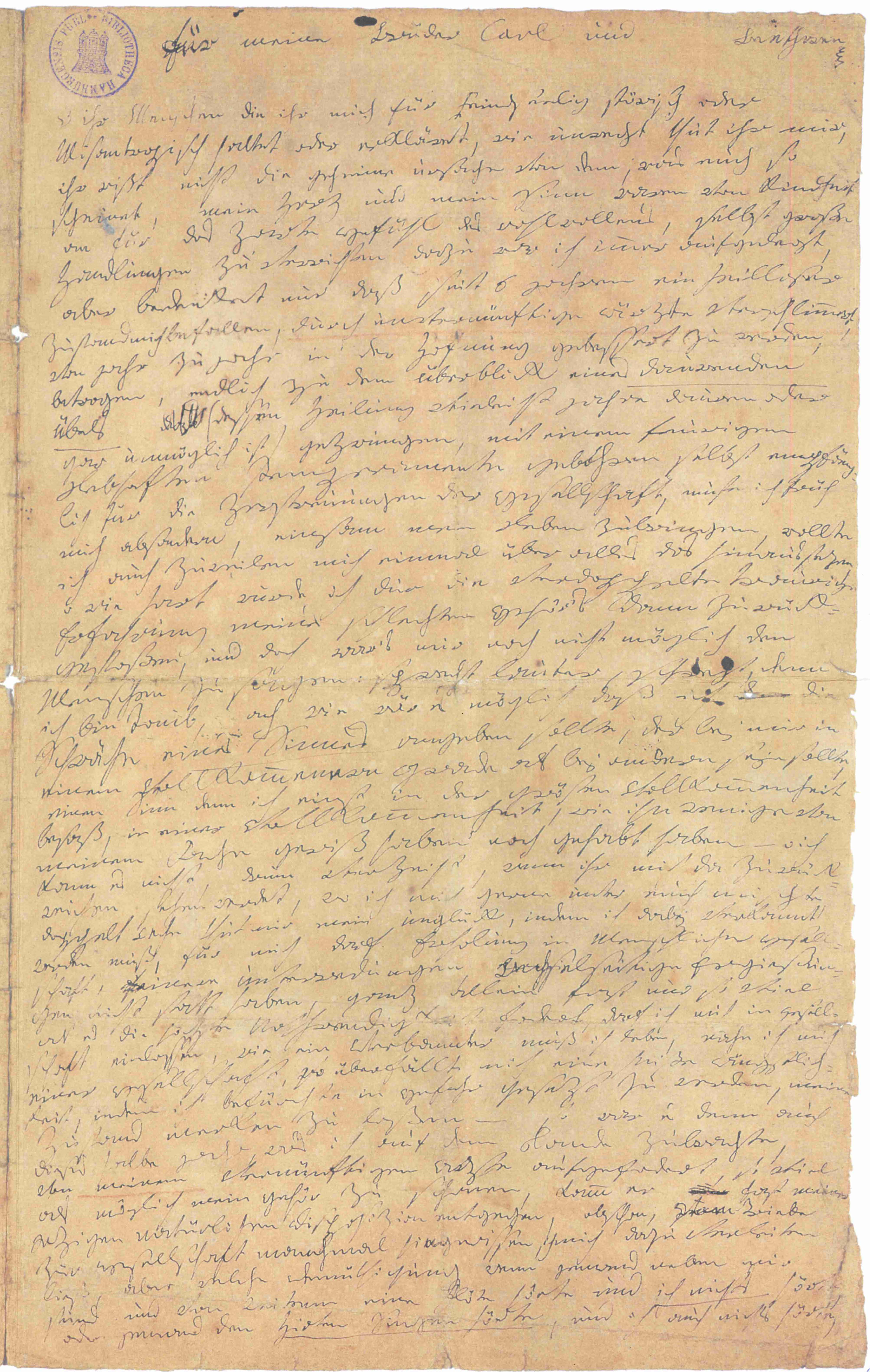
하일리겐슈타트 유서의 첫 페이지

하일리겐슈타트 유서(독일어: Heiligenstädter Testament)는 루트비히 판 베토벤이 1802년 10월 6일에 “하일리겐슈타트”(오늘날에는 빈의 일부)에서 두 동생, 카를과 요한에게 쓴 편지이다. 이 문서는 베토벤이 사망한 후 1827년 3월에 안톤 쉰들러와 슈테판 폰 브로이닝에 의해 발견되었으며, 그 해 10월에 공개되었다.

## 개요
문장의 내용은 날로 악화되는 난청에 대한 절망과 예술가로서의 운명을 완수하기 위해 육체 및 정신 질환을 극복하려고 하는 열망을 반영하고 있다.
특징으로 카를의 이름이 적절한 위치에 있는 반면, 요한의 이름이 있어야 할 위치의 왼쪽에 여백이 있는 것을 들 수 있다 (첨부된 이미지의 오른쪽 상단 모서리에 있음). 그것에 대해서는 수많은 설명이 있다. 예를 들어, 베토벤이 이 법에 준하는 문서에 “요한의 ‘풀네임’ (본명인 니콜라우스 요한)을 사용해야 하는지에 대한 불확실성”에서부터, “동생들에 대한 착잡한 애정의 심경”, “평생 미워해 온, 알코올 중독적이고 학대적이었던 아버지(1792년 사망)에 대한 감정의 전이”(이름이 또한 ‘요한’이라고 함) 등이다.
1888년부터 원본 문서는 스웨덴 가수 제니 린드의 기증품으로, 함부르크의 올덴브루크 대학교에 보관되어 있다.